# Hillcrest (Queens)
Pour les articles homonymes, voir Hillcrest.
Hillcrest  est un quartier de la municipalité de New York, situé au cœur de l'arrondissement du Queens. Son nom (« crête de colline ») vient de sa situation sur les collines entre Flushing et Jamaica. Hillcrest s'étend de Grand Central Parkway à la 73e avenue, entre Utopia Parkway (en) et Parsons Boulevard (en). Sa principale rue commerciale est Union Turnpike (en). Hillcrest fait partie du Queens Community Board 8 (en). Les codes postaux (eip codes) du quartier sont 11366 (Fresh Meadows et Flushing ) pour tout ce qui se trouve au-dessus de Union Turnpike, et 11432 ou 11439 (Jamaica) pour la partie sud du quartier (en dessous de Union Turnpike, au nord de Grand Central Parkway). Hillcrest est voisin de Kew Gardens Hills et de Pomonok à l'ouest, de Fresh Meadows au nord, d'Utopia à l'est et de Jamaica Hills au sud. Le quartierse compose principalement de maisons individuelles, se trouve dans un district scolaire public relativement aisé et a un faible taux de criminalité.
Comme c'est le cas pour de nombreux quartiers de la ville, les habitants ont des perceptions différentes de ses limites. La plupart des habitants de la partie nord-est de Hillcrest se considèrent comme faisant partie de Fresh Meadows, tout comme les habitants du quartier voisin d'Utopia. D'autres ont tendance à s'identifier aux quartiers qui les entourent. Il existe un petit groupe au centre de la zone de Hillcrest qui s'identifie exclusivement à elle[réf. nécessaire]. Hillcrest abrite une communauté juive orthodoxe. Les lycées publics de Hillcrest sont Queens Gateway to Health Sciences Secondary School et Queens School of inquiry. L'Université de Saint John est également située dans le quartier, sur Utopia Parkway.

## Histoire
La 5e avenue s'appelait originellement Hell Fire Lane, puis et devenue Quarrelsome Lane, et enfin Eiseman Avenue,.
En 1938 et 1939, les Frères Moss construisirent environ 550 maisons le long d'Utopia Parkway, entre Horace Harding Expressway et Grand Central Parkway,. Les Frères Moss engagèrent l'architecte Arthur E. Allen pour concevoir les maisons,. Le lotissement s'appelle Hillcrest Gardens,.